# Durchdringung von fünf Würfeln

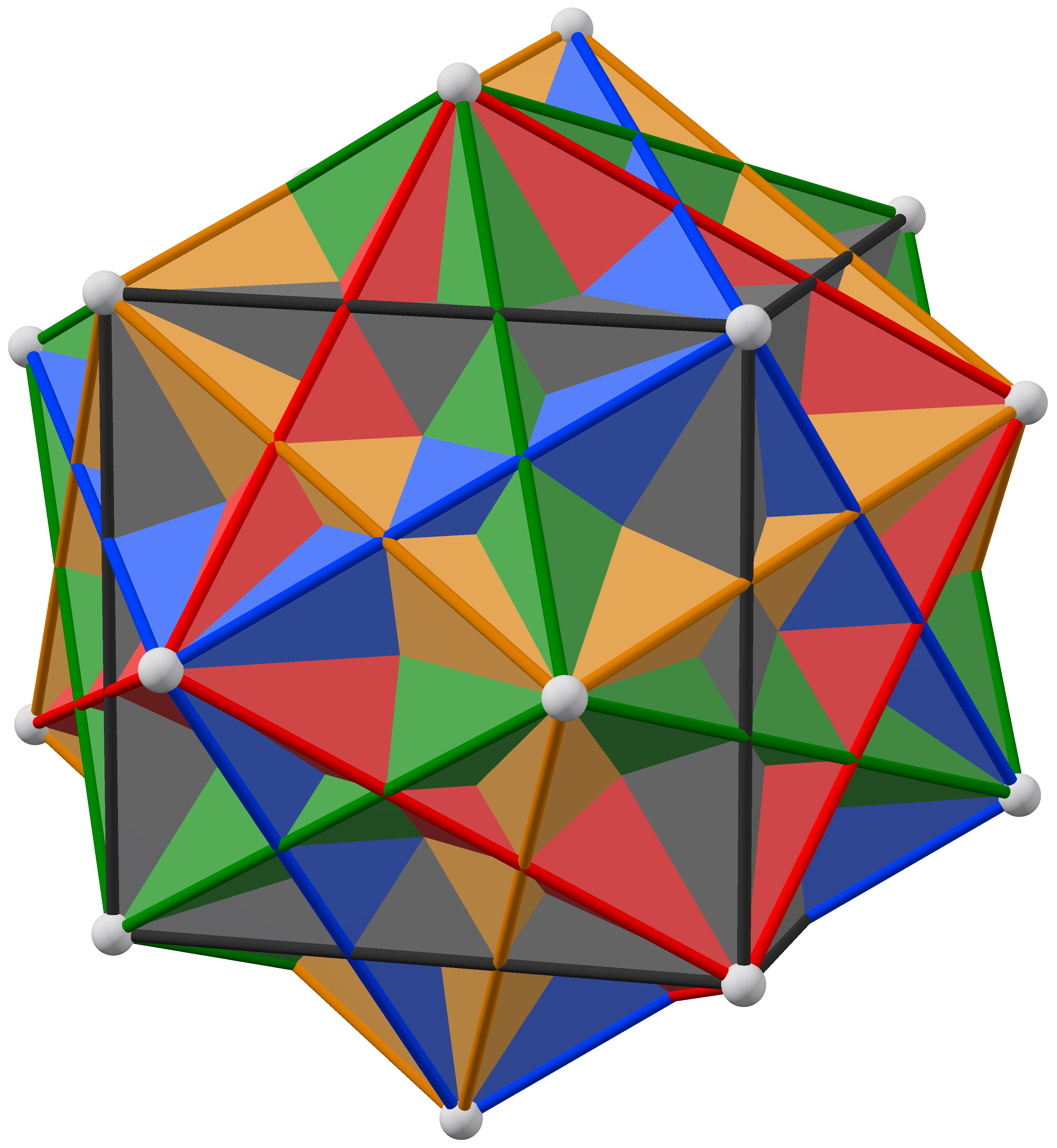
Durchdringung von fünf Würfeln

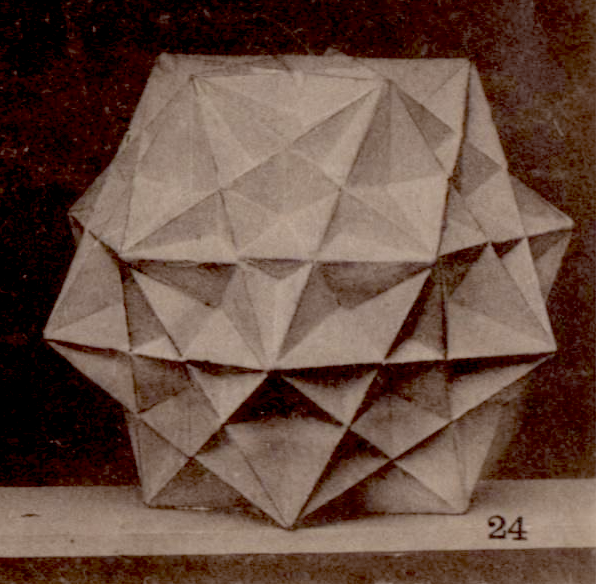
Modell von Max Brückner (1900)

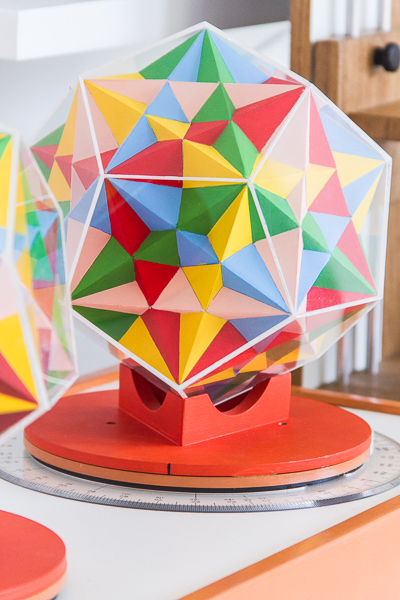
Modell mit Dodekaeder

Die Durchdringung von fünf Würfeln stellt einen Sternkörper dar, der aus einer geeigneten Zusammenstellung von fünf Würfeln, die im Dodekaeder zu finden sind, entsteht.
Die Kanten der fünf Würfel sind die 12 × 5 = 60 Diagonalen der Fünfecke des Dodekaeders.
Dieses Polyeder wurde erstmals 1876 von dem deutschen Mathematiker Edmund Hess (1843–1903) beschrieben.